# Ours de cristal
L'Ours de cristal (en allemand : Gläserner Bär) est un prix attribué à un film pour jeunes enfants et qui est décerné chaque année depuis 1994 à la Berlinale.

## Festival du film pour enfants et Generation KPlus
| Année | Long métrage                                                                     | Court métrage                                              |
| ----- | -------------------------------------------------------------------------------- | ---------------------------------------------------------- |
| 1996  | Mein Freund Joe (Allemagne, Irlande)                                             | The Forgotten Toys (Das vergessene Spielzeug, Royaume-Uni) |
| 1997  | Flug des Albatros (Allemagne, Nouvelle-Zélande)                                  | La Grande Migration (Die große Vogelwanderung)             |
| 1998  | Wo der Elefant sitzt (Where The Elephant Sits, USA)                              | Haenderne op (Hände hoch, Danemark)                        |
| 1999  | The Tic Code (USA)                                                               | Theis und Nico (Bror, min bror, Danemark)                  |
| 2000  | Tsatsiki – Tintenfische und erste Küsse (Tsatsiki, Morsan och Polisen, Danemark) | En djevel i skapet (Ein Teufel im Schrank, Norvège)        |
| 2001  | Nur Mut, Jimmy Grimble (There's Only One Jimmy Grimble, Royaume-Uni)             | Hooves of Fire (Feuerhufe, Royaume-Uni)                    |
| 2002  | Glasskår (Einschnitte, Norvège, Suède)                                           | Mabul (Sintflut, Israël)                                   |
| 2003  | Elina (Suède, Finlande)                                                          | Le Trop Petit Prince (Der zu kleine Prinz, France)         |
| 2004  | Magnifico (Philippines)                                                          | Nuit d'orage (Gewitternacht, Canada)                       |
| 2005  | Bluebird (Pays-Bas)                                                              | The Djarn Djarns (Australie)                               |
| 2006  | We Shall Overcome (Drømmen, Der Traum, Danemark, Royaume-Uni)                    | Aldrig en absolution (Niemals ein Freispruch, Suède, USA)  |
| 2007  | Le Pensionnat (Dek Hor, Thaïlande)                                               | Menged (Unterwegs, Éthiopie, Allemagne)                    |
| 2008  | Buda Az Sharm Foru Rikht (Buddha zerfiel vor Scham, Iran, France)                | Nana (Australie)                                           |
| 2009  | Ich schwör’s, ich war’s nicht! (C’est pas moi, je le jure !, Canada)             | Ulybka Buddy (Buddhas Lächeln, Russie)                     |
| 2010  | Shui Yuet Sun Tau (Echo des Regenbogens, Hong Kong, Chine)                       | Franswa Sharl (Australie)                                  |
| 2011  | Keeper'n til Liverpool d'Arild Andresen (The Liverpool Goalie, Norvège)          | Lily (Australie)                                           |
| 2012  | Arcadia (USA)                                                                    | Julian (Australie)                                         |
| 2013  | The Rocket (Australie)                                                           | The Amber Amulet (Australie)                               |
| 2014  | Killa (Inde)                                                                     | Kong-na-mul (Corée du Sud)                                 |
| 2015  | Min lilla syster (Suède, Allemagne)                                              | Hadiatt abi (Irak)                                         |
| 2016  | Ottaal (Inde)                                                                    | El inicio de Fabrizio (Argentine)                          |
| 2017  | Piata loď (Slovaquie, Tchéquie)                                                  |                                                            |
| 2018  | Les Rois mongols (Canada)                                                        |                                                            |
| 2019  | Une colonie (Canada)                                                             |                                                            |
| 2020  | Sweet Thing (États-Unis)                                                         |                                                            |
| 2021  | Beans (Canada)                                                                   |                                                            |

## Generation 14Plus